# Туманність Бумеранг
Туманність Бумеранг — протопланетарна туманність, яка розташована на відстані 5 000 світлових років від Землі у сузір'ї Центавра. Її також іноді називають Туманність краватка-метелик, що є помилкою — таку назву має інша туманність у сузір'ї Цефей. Температура туманності — 1 К (-272,15° C; −457,87° F) — станом на 2003 рік є найхолоднішим місцем у Всесвіті. Туманність Бумеранг була сформована потоком газу від центральної зірки чи зоряної системи, який рухається зі швидкість близько 164 км/с (600 000 км/год) і швидко розширюється, у космічному просторі. Це розширення є причиною дуже низької температури туманності.
Туманність Бумеранг була докладно сфотографована космічним телескопом Габбл у 1998 році. Вважається, що туманність скоро (в межах тисяч або десятків тисяч років) перейде у фазу планетарної туманності. Кіт Тейлор (Keith Taylor) і Майк Скаррот (Mike Scarrott) назвали об'єкт «Туманність Бумеранг» 1980 року після його спостереження з англо-австралійського телескопа в обсерваторії Сайдінг Спрінг. Чутливість приладу дозволила зафіксувати лише невелику асиметрію в частинах туманності, звідки з'явилося припущення про вигнуту форму, подібну бумерангу.
Після того як були отримані знімки з високою роздільною здатністю, назва «краватка-метелик», була б кращою назвою для туманності, проте вона вже використовується для позначення планетарної туманності NGC 40.
1995 року, використовуючи 15-метровий субміліметровий телескоп Європейської південної обсерваторії ESO в Чилі, астрономи показали, що це найхолодніше місце у Всесвіті (за винятком лабораторно отриманої конденсації Бозе-Ейнштейна). Температура туманності −272 ° C (1 кельвін) і це значить, що навіть реліктове випромінювання від Великого вибуху тепліше, ніж ця туманність. На 2003 рік туманність Бумеранг — єдиний астрономічний об'єкт, що має температуру нижче фонового випромінювання.